# 묘법연화경관세음보살보문품삼현원찬과문
묘법연화경관세음보살보문품삼현원찬과문(妙法蓮華經觀世音菩薩普門品三玄圓贊科文)은 대한민국 전라남도 순천시, 송광사 사찰에 있는 고려시대의 불경이다. 1963년 1월 21일 대한민국의 보물 제204호로 지정되었다.

## 개요
묘법연화경은 줄여서 ‘법화경’이라고 부르기도 하며, 부처가 되는 길이 누구에게나 열려 있다는 것을 기본사상으로 하고 있다. 묘법연화경은 천태종의 근본경전으로 화엄종과 함께 우리나라 불교사상 확립에 크게 영향을 끼쳤다.
이 책은 법화경 28품 중에서 제25품인 관세음보살보문품을 송나라 사효(思孝)가 알기 쉽게 풀이하여 쓴 것으로 크기는 세로 26cm, 가로 35cm이다. 보문품이란 법화경의 한 부분으로 관세음보살이 중생의 구제에 관하여 이야기 한 내용을 담고 있다.
조선 세조 7년(1461)에 불경을 한글로 풀이하여 간행하기 위해 설치한 간경도감(刊經都監)에서 판을 새겨 찍어낸 것으로, 고려 대각국사 의천이 만든 교장(敎藏)을 원본으로 삼았다. 다른 책과는 달리 내용을 도표식으로 요약하여 정리하고 있는 것이 특징적인데, 각 행의 글자수가 일정하지 않고 문장간에 경계선이 없다.
책 끝에는 고려 숙종 4년(1099)에 만들어졌다는 기록이 있으나, 세조 7년(1461)에 간행된『송광사금강반야경소개현초』(보물 제207호)와 새긴 솜씨, 종이질 등이 같아 세조 때 다시 펴낸 것으로 보인다.

## 같이 보기
- 송광사

## 참고 자료
- 묘법연화경관세음보살보문품삼현원찬과문 - 국가유산청 국가유산포털